# Merel Smulders
Merel Smulders (Horssen, 23 januari 1998) is een Nederlandse BMX'er. Zij won een bronzen medaille op de Olympische Spelen 2020.

## Levensloop
Merel Smulders is de vier jaar jongere zus van Laura Smulders. Zij was op jonge leeftijd al zeer succesvol als fietscrosser. Zo was ze in 2005, 2009 en 2011 al wereldkampioen in haar leeftijdscategorie. Tijdens het Wereldkampioenschap in 2016 won zij goud bij de junioren op de tijdrit.
Smulders woonde lange tijd op Papendal, waar ze ook trainde. In 2016 werd ze wereldkampioen bij de junioren op het onderdeel timetrail. 
In 2017 maakte ze de overstap naar het huidige commerciële Team TVE Sport (destijds TVE-Oegema geheten), waar haar zus Laura ook voor rijdt. Ze ging weer bij haar ouders in Horssen wonen. Ze debuteerde bij de profs tijdens een wereldbekerwedstrijd in Rock Hill in de Verenigde Staten. In 2017, haar eerste volledige jaar als prof, was Smulders op haar best terug te vinden in de subtop. Tijdens de Wereldkampioenschappen werd ze 12e, haar beste prestatie in het wereldbekercircuit was een achtste plaats in Papendal.
Haar echte doorbraak kwam in het jaar 2018, hoewel ze aan het begin van het jaar haar elleboog brak. Smulders bewees zich met twee podiumplaatsen tijdens de wereldbekerwedstrijd in het Belgische Blegny, een vierde plaats tijdens de Europese Kampioenschappen en als hoogtepunt een zilveren medaille achter haar zus Laura tijdens de Wereldkampioenschappen.
Tijdens haar olympisch debuut op de Olympische Zomerspelen 2020 in Tokio, sleepte ze de bronzen medaille op het onderdeel BMX-racing in de wacht. Bij de Wereldkampioenschappen 2022 in Nantes wist Smulders eveneens beslag te leggen op de bronzen medaille.

## Persoonlijk
Smulders studeerde Marketing en Communicatie aan het Johan Cruyff College in Nijmegen. In 2017 rondde ze haar studie met succes af. In 2020 begon ze aan een studie rechten.